# 아멜리아
아멜리아(이탈리아어: Amelia)는 이탈리아 움브리아주 테르니도에 위치한 코무네다. 고대 로마시대에 아메리아(Ameria)라는 언덕에 있는 요새 주변으로 성장하였다.

## 지리
이 마을은 움브리아주 남쪽에 있는 동쪽으로 테베레강, 서쪽으로는 네라강이 내려다 보이는 언덕 위에 위치해 있다. 나르니로부터 북쪽 8 km, 오르테로부터 15 km 거리에 있고 페루자에서 약 93 km 쯤에 있다. 로마로부터는 북쪽으로 100 km 거리다.

## 역사
일부 학자들에 따르면, 아멜리아는 움브리아 주에서 가장 오래된 도시라고 한다. 이 도시에 아멜리아라는 이름을 지어준 움브리족의 전설적인 아메로에(Ameroe) 왕이 세웠다고 추정되고 있다. 대 카토는 아멜리아가 제3차 마케도니아 전쟁(기원전 171년–기원전 168년)이 일어나기 963년전인 기원전 1134년에 건설되었다고 전한다. 다만 이 기록은 정확한 것은 아니다.

## 자매 도시
- 이탈리아 치비타베키아
- 프랑스 주아니
- 그리스 스틸리다